# Молин, Фёдор Эдуардович
Моли́н, Фёдор Эдуардович (Теодор Георг Андреас) (10 сентября 1861, Рига — 25 декабря 1941, Томск) — русский математик, Заслуженный деятель науки РСФСР (1934), доктор физико-математических наук (1935).

## Биография
Родился в 1861 году в Риге. Прадед Молина был родом из Швеции, в середине XVIII века поселился в России недалеко от Ревеля (Таллина) и был учителем приходской школы. Его сын, дед Молина, Андрей Молин, был часовых дел мастером. Отец Молина, Эдуард Андреевич Молин (1823—1870), получил образование в Рижской гимназии и Дерптском университете. По окончании университета в 1843 году и сдачи экзамена на звание учителя классических языков работал домашним учителем в Риге, позднее заведовал частным учебным заведением. Мать — Гертруда Гартман — была домашней учительницей.
Среднее образование Фёдор Молин получил в Рижской губернской гимназии (1872—1879). Владел, кроме классических, почти всеми европейскими языками: немецким, французским, итальянским, испанским, португальским, английским, голландским, шведским, норвежским.
В 1883 году окончил Дерптский университет с ученой степенью кандидата астрономии. Следующие два года работал в Лейпциге, где начал заниматься линейными преобразованиями эллиптических функций. После возвращения в Дерптский университет был назначен доцентом по кафедре чистой математики. Магистерскую диссертацию Молин защищает 25 октября 1885 года. В 1892 году он публикует статью «О системах высших комплексных чисел» (1891), результаты, достигнутые в которой, он использовал в дальнейших трудах. Работа была представлена в качестве докторской диссертации. После её защиты в Дерптском университете 29 сентября 1892 года Молин был утвержден в степени доктора чистой математики. Результаты исследования Молина сразу получили международное признание. Однако никто из Московского и Петербургского университетов не оценил эти результаты, и Молин был назначен в Томский технологический институт, в 1909—1911 годах декан инженерно-строительного отделения Института. В 1911 году за оппозиционность в отношении властей был уволен в отставку.
В сочинении «О системах высших комплексных чисел» заложены основы общей теории системы гиперкомплексных чисел. Молин устанавливает некоторую нормальную форму основных единиц для системы гиперкомплексных чисел, а также связь их с группами и матрицами. Молиным доказаны важные теоремы о строении систем гиперкомплексных чисел (или ассоциативных алгебр). Прежде всего автор выделяет числовые системы, названные им простыми числовыми системами (простые алгебры, по новейшей терминологии). На такие числовые системы обратил в своё время внимание С. Ли. Молин исходит из другого определения: простые числовые системы он характеризует тем, что для таких систем при линейных преобразованиях уравнений, определяющих произведения, нельзя выделить части уравнений для числовой системы с меньшим числом основных единиц. Важным результатом исследований Молина является теорема, что любая простая числовая система обладает квадратным числом основных единиц.
В 1893 году Молин обручился с Элизой Карловной Браниус, известной в то время в Дерпте преподавательницей иностранных языков.
В течение 1899 года Молин находился за границей, главным образом в Италии, где знакомился с подлинными рукописями математиков средневековья и Возрождения, хранящимися в библиотеке Ватикана.

## Педагогическая деятельность
В Томске Молину пришлось выстраивать математическое образование с нуля. Он самостоятельно создавал задачи для студентов, позже выпущенные в виде литографированных книг. К 1909 году Молин разработал и издал 12 курсов лекций и сборников задач.
В 1917 году Молин назначен профессором математики физико-математического факультета Томского университета. Факультет был только что создан, и ученый занимался организацией факультета.
Молин оказал мощное воздействие на становление преподавания математических дисциплин в Томском государственном педагогическом институте. В течение десяти лет (1931—1941 гг.) он читал лекции по математическому анализу, теории функций действительного переменного, элементам высшей алгебры, проективной геометрии, различные спецкурсы, руководил дипломными и аспирантскими работами. С 13 октября 1936 года руководит семинаром по дифференциальным уравнениям для научных работников кафедры математики и подготовкой диссертационных работ по математике. С 1 ноября 1937 года назначен заведующим кафедрой математики (по совместительству). На протяжении ряда лет Молин возглавлял государственную экзаменационную комиссию на физико-математическом факультете Томского государственного педагогического института. Он заложил тесные связи между механико-математическим факультетом Томского государственного университета и физико-математически факультетом Томского государственного педагогического института, которые сохраняются и поныне.

## Адреса в Томске
С 1914 по 1941 год жил в д. 11 на улице Никитина (мемориальная доска).

## Публикации
В 1985 году Институт математики СО АН СССР издал труды Фёдора Эдуардовича в виде сборника «Числовые системы».
После смерти Молина его бумаги хранились у его дочери Элизы Фёдоровны Молиной (1894—1983), доктора филологических наук, профессора, заведующего кафедрой общего языкознания и классической филологии Томского университета. В 1994 году архив перешёл в Научную библиотеку Томского государственного университета. Он содержит около 5 тысяч листов и никогда не обрабатывался. Обработка осложняется тем, что Молин писал по-немецки т. наз. готическим шрифтом.

### Опубликованные труды
1883
- Bahn des Kometen 1880 III // Astronomische Nachrichten. — 1883. — № 2519. — S. 353—362.
- Zusatz zur Bahnbestimmung des Kometen 1880 III in A.N. 2519 // Astronomische Nachrichten. — 1883. — № 2528. — S. 112—113.

1885
- Uber gewisse in der Theorie der elliptischen Functionen auftretende Einheitswurzlen. Vorgelegt von Prof. Klein // Ber. d. k. Saechs. Ges. Wiss. — 1885. — 12 Jan. — S. 23-38.
- Uber die lineare Transformation der elliptischen Functionen. — Dorpat, 1885. — 24 S.

1893
- Ueber Systeme hoeherer complexer Zahlen // Mathematische Annalen. — 1893. — № 41. — S. 83-156.
- Berichtigung zum dem Afsatze «Ueber Systeme hoererer complexer Zahlen» // Mathematische Annalen. — 1893. — № 42. — S. 308—312.

1897
- Eine Bemerkung zur Theorie der homogenen Substitutionsgruppen // Sitzungsber. d. Naturforsch. Ges. — Dorpat, 1897. — № 11. — S. 259—274.
- Ueber die Anzhal der Variabeln einer irreductibelen Substitutionsgruppen // Sitzungsber. d. Naturforsch. Ges. — Dorpat, 1897. — № 11. — S. 277—288.
- Ueber die Invarianten der linearen Substitutionsgruppen // Sitzungsber. Akad. Wiss. — Berlin, 1897. — № 52. — S. 1152—1156.

1902
- Интегральное исчисление. Ч.1: Неопределенный интеграл. — Томск, 1902. — 192 с. (литограф. изд.).

1903
- Интегральное исчисление. Ч.2: Определённый и кратные интегралы. — Томск, 1902—1903. — 248 с. (литограф. изд.).
- Исчисление бесконечно малых величин. — Томск, 1903. — 335 с. (литограф. изд.).
- Ueber gewisse transzendente Gleichingen // Math. Ann. — 1903. — № 103. — S. 35-37.

1904
- Дифференциальное исчисление. — Томск, 1904. — 298 с. (литограф. изд.).
- Интегральное исчисление. — Томск, 1904. — 256 с. (литограф. изд.).
- Исчисление бесконечно малых величин. Ч.1. — Томск, 1904. — 231 с. (литограф. изд.).
- Интегрирование дифференциальных уравнений. — Томск, 1904. — 400 с. (литограф. изд.).

1907
- Курс дифференциального и интегрального исчисления. Ч.1. — Томск, 1907. — 172 с. (литограф. изд.).

1908
- Дифференциальные уравнения. Лекции IV семестра 1907/1908 учебного года. — Томск, 1908. — 190 с. (литограф. изд.).

1909
- Дифференциальное и интегральное исчисление. Ч.2. Лекции II семестра 1907/1908 учебного года. — Томск, 1909. — 203 с. (литограф. изд.).
- Исчисление бесконечно малых величин. — Томск, 1909. — 201 с. (литограф. изд.).

1934
- Loesungen der Aufgabe 148 // Jahresbericht der Duetschen Math. Vereinigung. — 1934. — № 44. — S. 35-37.

1935
- Системы высших комплексных чисел с одной главной единицей // Известия НИИ математики и механики Томского университета. — Томск, 1935. — № 1. — С. 217—224.

1939
- Об одном преобразовании гипергеометрической строки // Ученые записки Томского педагогического института. — Томск, 1939. — № 1. — С. 119—121.